# Аргеј
Аргеј (фр. Argueil) насеље је и општина у северној Француској у региону Горња Нормандија, у департману Приморска Сена која припада префектури Дјеп.
По подацима из 2011. године у општини је живело 340 становника, а густина насељености је износила 48,92 становника/km². Општина се простире на површини од 6,95 km². Налази се на средњој надморској висини од 113 метара (максималној 210 m, а минималној 100 m).

## Демографија
| 1962. | 1968. | 1975. | 1982. | 1990. | 1999. | 2011. |
| ----- | ----- | ----- | ----- | ----- | ----- | ----- |
| 366   | 389   | 374   | 395   | 379   | 366   | 340   |

График промене броја становника у току последњих година